# 韋斯特萊恩鎮區 (明尼蘇達州雷德伍德縣)
韋斯特萊恩鎮區（英語：Westline Township）是位於美國明尼蘇達州雷德伍德縣的一個行政鎮區。

## 歷史
韋斯特萊恩鎮區於1878年成立，因其位於縣的西部而得名。

## 地方資料
韋斯特萊恩鎮區的面積為93.02平方千米，當中陸地面積為92.49平方千米，而水域面積為0.53平方千米。根據2020年美國人口普查的數據，當地共有人口153人，而人口密度為每平方千米1.64人。